# エリモジョージ
エリモジョージ（1972年3月17日 - 2001年4月10日）は、日本中央競馬会に所属していた競走馬・種牡馬。勝ち負けの極端な成績で、人気を背負えば惨敗、人気が落ちれば圧勝を繰り返し、「気まぐれジョージ」と呼ばれた。
カブトシローと並び「稀代の癖馬」とも表され、気性面の悪さも勝るとも劣らなかった。それ故に癖馬レベルも高く、騎手として全盛期を迎えていた福永洋一でも「僕にもさっぱりわからへん。ゲートを一完歩二完歩して『あっ、今日はいけそうやな』と感じるだけや。もし前もって分かったら教えておくれ」とコメントしている。
しかし、福永洋一の現役時代の最強馬に挙げられており、そのことから日本競馬史上最強馬と言われる競走馬の一頭である。

## 生涯

### 誕生・デビュー前
1972年3月17日、北海道浦河郡浦河町の出口留雄牧場で誕生。父・セントクレスピンは1956年生まれのイギリス産馬で、現役時は凱旋門賞・エクリプスSを含む6戦4勝。桜花賞馬・エルプスや二冠馬・ミホノブルボンを輩出したマグニテュードの母であるアルテッスロワイヤルなど優秀な産駒をヨーロッパに残し、1971年より日本で供用。来日時は種牡馬としては致命的な原因不明の勃起不全に陥っており、獣医師が治療を試みても効果が無く、関係者一同が頭を抱える中、中山・矢野幸夫調教師が興味本位で見物に来た。カイロプラクティックの技術を取得していた矢野はセントクレスピンの馬体に触れていき、背骨の並びに僅かなズレを発見すると、そのズレを木槌で叩いて整復。セントクレスピンの勃起不全は嘘のように治り、交配が可能になると、1600mの日本レコードホルダーでオークス2着のアイノクレスピンを輩出。英国時代の持込馬では、1973年の天皇賞（春）を勝ったタイテエムを輩出している。母・パッシングミドリは現役時14戦4勝で、明治時代に基礎牝馬として小岩井農場が輸入したビューチフルドリーマーの血を引いている。ビューティフルドリーマーの子孫には五冠馬・シンザンを筆頭に、現在まで続く日本の一大牝系の祖となった。ブルードメアサイアーのワラビーは1955年生まれのフランス産馬で15戦6勝。代表産駒としては1971年の天皇賞・春を勝ったメジロムサシらがいる。ブルードメアサイアーとしては地方出身で1981年の宝塚記念を勝ったカツアール、中山大障害を連覇したオキノサキガケらを輩出している。見栄えのしない小柄な鹿毛の馬は、「エリモ」の冠名で知られる山本慎一の持ち馬となり、エリモジョージと名付けられ、栗東・大久保正陽厩舎に入厩。

### デビュー後
1974年8月10日に函館でデビューして2着であったが、折り返しの新馬戦を5馬身差で勝ち上がった。重賞初挑戦のデイリー杯3歳Sは14着と凡走したが、次走の白菊賞（200万下）を勝って、阪神3歳ステークスで初めて福永洋一と組み、人気薄で3着に逃げ粘った。4歳となった1975年は1月のシンザン記念に早々と姿を現し、道中は控えて、直線で荒れた内を避けて先頭に立つと、大外から伸びてキョウワジャンボ以下に完勝する上々の内容であった。ちなみに7歳まで現役を続けたエリモジョージが1番人気で勝ったのはこのレースが最後であり、続く毎日杯を1番人気で6着、初東上のスプリングSでも2番人気の7着と人気を裏切った。皐月賞では9番人気に落ちたが、カブラヤオー、ロングホークに次ぐ3着に好走。そこでNHK杯は3番人気で迎えられたが、初体験の不良馬場で12着。日本ダービーは良馬場で4番人気であったが、やはり12着であった。「狂気の逃げ馬」と言われたカブラヤオー相手ではどうしようもなく、着順が人気を下回るレースが続いた。7月の札幌記念も12着に敗れ、えりも農場で休養に入った。しかしここで災難に見舞われる。8月14日午後2時半頃、原因不明の出火で牧場の厩舎が全焼し、競走馬7頭と乗馬10頭が焼死。エリモジョージは奇跡的に救出されたものの、馬運車に誘導される際に誘導を振り切り、燃え盛る厩舎に近付いて立ち尽くしていた。この未曾有の火災の影響で調整が遅れたために菊花賞を回避せざるを得なくなり、年内の長期休養を余儀なくされた。
5歳となった1976年は池添兼雄を鞍上に迎えて1月の京都、2月の中京のオープンを二叩きし、3月のサンケイ大阪杯・鳴尾記念を逃げて共に3着と復調気配を見せていた。上向きの状態で騎手を福永に戻し、天皇賞・春に出走。前年の二冠馬・カブラヤオーは屈腱炎の療養から戻っておらず、菊花賞馬・コクサイプリンス、有馬記念馬・イシノアラシ、クラシックで好走していたロングホーク・ロングフアストらが人気を集めた。ちなみに同一馬主のロング2騎は安定感のあるホークで着を拾い、フアストは後方待機から一発を狙うのがパターンであった。エリモジョージは復調気配にあり、「天才」の異名を取る福永が騎乗するという好材料がありながら、不良馬場で実績がないことから17頭立て12番人気という低評価であった。しかし福永には秘策があり、常に後続との距離を測りながら、捕まりそうで捕まらない絶妙のペースで逃げた。距離を測るといっても常に後ろを振り向いていた訳ではなく、福永の天才的な感性で図っていた。エリモジョージは馬場のやや外目を逃げ、人気の4頭は中団から後方につけていた。エリモジョージが最初に4コーナーを回ると、4強のうち武邦彦騎乗のロングホークが襲いかかるが、福永が必死に追ってエリモジョージを激励する。前半を楽に逃げたエリモジョージ、馬場の悪いところを通ってきたロングホークの差はゴール前クビ差となって表れ、エリモジョージが追撃を振り切って優勝。優駿たちの蹄跡という漫画に「 見ているか天国の仲間たちオレはお前たちの分まで走ったぞ！」と実況されているシーンがあるが、長い間、実際にされた実況だと誤解されていた。第17回宝塚記念は池添に手戻りしたが、前年秋の天皇賞馬・フジノパーシアとの対決で7着に完敗。札幌の短距離Sはカブラヤオーの6着、函館の巴賞は4着と3連敗。これにより60kgを背負った函館記念では9頭立ての8番人気と人気薄になったが、2着に7馬身差のレコード勝ちを収めた。これで評価を持ち直した京都大賞典では2番人気で迎えられたが、56kgで逃げきれず9着に敗れる。次走の京都記念・秋では61kgが不安視されて5番人気に落ちたが、大逃げを打ち、2400mを2分25秒8と当時の日本レコードで走破して快勝した。福永は「天皇賞の出来にはなかった。それなのに61キロを背負って日本レコードなんて理由がわからない」と首を傾げた。次走のクモハタ記念は63kgで4着に敗れたが、第21回有馬記念では、前売りでは1番人気に支持された。最終的に2番人気でレースを迎えたが、外国産馬のスピリットスワプスに出鼻をくじかれマイペースに持ち込めず、直線で力尽きてトウショウボーイの6着に終わった。
6歳になった1977年は低迷に陥り、金杯・西で7頭立ての1番人気で7着に敗れたのを皮切りに5連敗。その後は脚部不安で休養に入り、休養明けの中京のオープンを好位差しで制したが、有馬記念を諦めて出走した阪神大賞典では2番人気を裏切る9着に敗れ、そろそろ潮時かと思われた。
7歳になった1978年は第25回日本経済新春杯から始動し、60kgを背負って4着に敗れる（このレースはテンポイントが故障し競走中止した競走でもある）。その後再び福永が騎手に起用されると、エリモジョージは快進撃を始める。まず京都記念・春を60kgを背負いながら逃げ切ると、次の鳴尾記念も62kgを背負いながら、前年秋の天皇賞馬・ホクトボーイに大差をつけて逃げ切った。第19回宝塚記念は7頭と少頭数ながらエリモジョージ、ホクトボーイ、グリーングラスの3頭の天皇賞馬が出走する豪華メンバーになった。エリモジョージは外枠を好スタートからハナを奪うとマイペースの逃げに持ち込んだ。グリーングラス、ホクトボーイは何も仕掛けられないまま、あれよあれよとグリーングラスに4馬身差をつけて圧勝。福永は「馬が常識にかかるようになり、精神的に成長した」と最大級の賛辞を贈ったが、この福永の本格化宣言を嘲笑うかのように、その後は連敗街道に突入。高松宮杯、京都大賞典、京都記念・秋と1番人気に支持されながら、8着、4着、6着。2年ぶりの有馬記念も7着で、勝ったカネミノブに優駿賞年度代表馬を奪われた。
8歳になった1979年も現役を続行したが、もはや闘志は失われていた。かつては苦にしなかった60kgを超える斤量は確実に逃げ脚を鈍らせ、京都記念・春では62.5kgの斤量を背負って10着に敗戦。この時騎乗した福永が3月の毎日杯で落馬事故に巻き込まれて重傷を負ったために池添兼雄が再び騎乗したサンケイ大阪杯、スワンSでも9着、7着と連敗。連覇を狙った第20回宝塚記念では松田幸春騎乗で出走したが、勝ったサクラショウリの前に為す術なく15頭立て13着と惨敗し、同年をもって引退した。

### 引退後
引退後は1980年から沙流郡門別町のインターナショナル牧場で種牡馬となり、44頭の繁殖牝馬を得て、26頭が生まれた。1981年には浦河の東部種馬センターに移った。当初は年間50頭前後の牝馬を集めるなどまずまずの人気を博したが、産駒は父に似て気性難が多かった。
種牡馬としては結果を残せずに終わったが、ブルードメアサイアーとしては2002年に京都ハイジャンプを制し、2004年の中山大障害で3着に入ったメジロライデンを送り出している。1985年に故郷のえりも農場に移り、1987年に種牡馬を引退した後、2001年4月10日に29歳で死亡した。

## 競走成績
- 1974年（5戦2勝）
  - 1着 - 白菊賞
  - 3着 - 阪神3歳ステークス
- 1975年（7戦1勝）
  - 1着 - シンザン記念
  - 3着 - 皐月賞
- 1976年（13戦3勝）
  - 1着 - 天皇賞・春、函館記念、京都記念・秋
  - 3着 - サンケイ大阪杯、鳴尾記念
- 1977年（7戦1勝）
- 1978年（8戦3勝）
  - 1着 - 宝塚記念、京都記念・春、鳴尾記念
- 1979年（4戦0勝）

## 血統表
| エリモジョージの血統                         | エリモジョージの血統                                  | エリモジョージの血統                                  | （血統表の出典）                                      | （血統表の出典） |
| 父系                                         | オリオール系                                          | オリオール系                                          | オリオール系                                          | [ § 2 ]          |
| 父 *セントクレスピン Saint Crespin 1956 栗毛 | 父の父Aureole 1950 栗毛                               | Hyperion                                              | Gainsborough                                          | Gainsborough     |
| 父 *セントクレスピン Saint Crespin 1956 栗毛 | 父の父Aureole 1950 栗毛                               | Hyperion                                              | Selene                                                |                  |
| 父 *セントクレスピン Saint Crespin 1956 栗毛 | 父の父Aureole 1950 栗毛                               | Angelola                                              | Donatello                                             | Donatello        |
| 父 *セントクレスピン Saint Crespin 1956 栗毛 | 父の父Aureole 1950 栗毛                               | Angelola                                              | Feola                                                 |                  |
| 父 *セントクレスピン Saint Crespin 1956 栗毛 | 父の母Neocracy 1944 黒鹿毛                            | Nearco                                                | Pharos                                                | Pharos           |
| 父 *セントクレスピン Saint Crespin 1956 栗毛 | 父の母Neocracy 1944 黒鹿毛                            | Nearco                                                | Nogara                                                |                  |
| 父 *セントクレスピン Saint Crespin 1956 栗毛 | 父の母Neocracy 1944 黒鹿毛                            | Harina                                                | Blandford                                             | Blandford        |
| 父 *セントクレスピン Saint Crespin 1956 栗毛 | 父の母Neocracy 1944 黒鹿毛                            | Harina                                                | Athasi                                                |                  |
| 母 パッシングミドリ 1966 鹿毛                | 母の父*ワラビー Wallaby 1955 黒鹿毛                   | Fast Fox                                              | Fastnet                                               | Fastnet          |
| 母 パッシングミドリ 1966 鹿毛                | 母の父*ワラビー Wallaby 1955 黒鹿毛                   | Fast Fox                                              | Foxcraft                                              |                  |
| 母 パッシングミドリ 1966 鹿毛                | 母の父*ワラビー Wallaby 1955 黒鹿毛                   | Wagging Tail                                          | Tourbillon                                            | Tourbillon       |
| 母 パッシングミドリ 1966 鹿毛                | 母の父*ワラビー Wallaby 1955 黒鹿毛                   | Wagging Tail                                          | Foxtail                                               |                  |
| 母 パッシングミドリ 1966 鹿毛                | 母の母グローリアス 1948 鹿毛                          | *セフト Theft                                         | Tetratema                                             | Tetratema        |
| 母 パッシングミドリ 1966 鹿毛                | 母の母グローリアス 1948 鹿毛                          | *セフト Theft                                         | Voleuse                                               |                  |
| 母 パッシングミドリ 1966 鹿毛                | 母の母グローリアス 1948 鹿毛                          | 雪義                                                  | *トウルヌソル                                         | *トウルヌソル    |
| 母 パッシングミドリ 1966 鹿毛                | 母の母グローリアス 1948 鹿毛                          | 雪義                                                  | 種義                                                  |                  |
| 母系(F-No.)                                  | ビューチフルドリーマー系(FN:12)                       | ビューチフルドリーマー系(FN:12)                       | ビューチフルドリーマー系(FN:12)                       | [ § 3 ]          |
| 5代内の近親交配                              | Gainsborough 4×5、Pharos 4×5、Foxhunter 5･5（母系内） | Gainsborough 4×5、Pharos 4×5、Foxhunter 5･5（母系内） | Gainsborough 4×5、Pharos 4×5、Foxhunter 5･5（母系内） | [ § 4 ]          |
| 出典                                         | 1. 2. 3. 4.                                           | 1. 2. 3. 4.                                           | 1. 2. 3. 4.                                           | 1. 2. 3. 4.      |